# Milena Jindrová
Milena Jindrová (Praga, 17 febbraio 1944 – 20 settembre 2024) è stata una cestista cecoslovacca.

## Carriera
Con la Cecoslovacchia disputò quattro edizioni dei Campionati mondiali (1964, 1967, 1971, 1975) e cinque dei Campionati europei (1964, 1966, 1968, 1970, 1972).